# Artemisio
Artemisio (in greco Αρτεμίσιο?) è un ex comune della Grecia nella periferia della Grecia Centrale (unità periferica dell'Eubea) con 4 167 abitanti secondo i dati del censimento 2001.
È stato soppresso a seguito della riforma amministrativa, detta Programma Callicrate, in vigore dal gennaio 2011 ed è ora compreso nel comune di Istiaia-Aidipsos.
Qui fu ritrovato, nel 1926, il Cronide di Capo Artemisio (480-470 a.C. circa), rarissima scultura bronzea greca antica.
Nel 1926, vi è stato rinvenuto anche il Fantino di Artemision, una statua in bronzo di un bambino a cavallo, a grandezza naturale (3 metri x 2, circa), datata al II secolo a.C., una rara statua in bronzo originale di un cavallo da corsa. È conservata al Museo archeologico nazionale di Atene.